# Quatuor à cordes de Bruckner
Pour les articles homonymes, voir Quatuor à cordes (homonymie).
Le Quatuor à cordes en ut mineur WAB 111, a été composé par Anton Bruckner en 1862, au cours de sa période d'étude auprès d'Otto Kitzler.

## Historique
Au cours du printemps de 1862, au cours de sa période d'étude auprès d'Otto Kitzler, Bruckner avait composé deux scherzos pour quatuor à cordes en fa majeur et sol mineur. Ensuite, entre le 28 juillet et le 7 août 1862, il composa le Quatuor à cordes en ut mineur, en tant que préliminaire à des exercices d'orchestration. Le manuscrit du Quatuor figure sur les pp. 165-196 du Kitzler-Studienbuch.
Lorsqu'il revit l'œuvre une semaine après la fin de sa composition (15 août 1862), Kitzler fut peut-être insatisfait par l'anticonformisme du premier rondo. Il suggéra dès lors qu'un nouveau rondo in größerer Form (de plus grande envergure) et en forme sonate plus traditionnelle serait plus souhaitable. Ce nouveau rondo de 40 mesures plus long, dans les mêmes tonalité, métrique et forme que le premier rondo, peut, par conséquent, être considéré comme une variante du premier rondo. 
Le Quatuor n'a pas été édité au cours de la vie de Bruckner, puisqu'il était une épreuve de capacité durant sa période d'études auprès de Kitzler. Bruckner n'a pas légué de partition comme il le fit pour les Quatre pièces pour orchestre, qu'il composa ensuite. Le Quatuor a été découvert en 1950 par le Quatuor Koeckert dans le Kitzler-Studienbuch, qui faisait partie de l'héritage de l'ami de Bruckner Josef Schalk à Munich. Le Quatuor Koeckert créa le Quatuor le 15 février 1951, lors d'une diffusion du Rundfunk im amerikanischen Sektor (RIAS) et l'exécuta ensuite le 8 mars 1951, lors d'un concert à Hambourg. Un enregistrement de la première de 1951 existe dans les archives de radiodiffusion du RIAS, de son successeur la Rundfunk Berlin-Brandenburg, ainsi que des Bayerische et Norddeutsche Rundfunk (NDR). Un enregistrement de l'archive de la NDR est disponible dans la Bruckner Archive.

## Édition
Le Quatuor à cordes a été édité par Nowak dans Volume XIII/1 de la Bruckner Gesamtausgabe en 1955.

## Composition
L'œuvre est un quatuor à cordes classique en quatre mouvements :
1. Allegro moderato, ut mineur, à
2. Andante, la bémol majeur, à 
, avec une section en la bémol mineur
3. Scherzo, Presto sol majeur, à 
, Trio
4. Rondo, Schnell, ut mineur, à

Durée : de 19 à 24 minutes.
Contrairement à ses œuvres ultérieures, Bruckner n'a donné que peu d'indications de phrasé et la dynamique n'apparaît qu'à quelques points clés. Rudolf Koeckert autorisa Leopold Nowak de noter ses indications de phrasé et de dynamique dans la Bruckner Gesamtausgabe. Cependant, la partition de la Gesamtausgabe ne contient que les indications de la plume de Bruckner. Le Quatuor à cordes est une composition de la période classique et du début du romantique. Le patern polyphonique présent dès le début fait référence aux exercices antérieurs de Bruckner.
Le premier mouvement, en forme sonate traditionnelle, présente d'audacieuses modulations dans son développement. La répétition de l'exposition et celle de l'exposition de la Symphonie en fa mineur constituent les seuls exemples de ce type dans les œuvres de Bruckner.
L'Andante, en trois parties (ABA) avec reprise modifiée, mire le choix de Beethoven de la tonalité pour un mouvement lent après un Allegro en ut mineur, mais la partie centrale en équivalent mineur est quelque chose que Bruckner n'a plus jamais fait ultérieurement.
Le Trio du Scherzo est de forme Ländler. Derek Watson trouve que le Trio "a un charme Schubertien, fraîchement bucolique.".
Le Rondo a des accents virtuoses. Le motif B apparaît d'abord en mi bémol majeur et, plus tard, en ut majeur, et lors de la dernière reprise le motif A est joliment décoré. Ce rondo a une particularité : dans la section 6, le motif B de la section 2 et le motif C de la section 4 apparaissent ensemble.
On peut déjà voir des connexions à des œuvres ultérieures de Bruckner dans la même tonalité (ut mineur), dans plusieurs phrases harmoniques et modèles thématiques, ainsi que dans l'utilisation de motifs folkloriques (Ländler).

## Discographie
Il y a environ 10 enregistrements du Quatuor à cordes. 
L'exécution en concert par le Quatuor Koeckert (9 mars 1951) à partir des archives de la NDR est publiée sur le CD 2 de Music from the Archives, Volume 1, recordings SOMM ARIADNE 5025-2, 15 mars 2024.
Quelques excellents enregistrements sont, selon Hans Roelofs, entre autres ceux du Koeckert Quartett (1974), de L'Archibudelli, du Fine Arts Quartet et du Zehetmair Streichquartett. Là où le Quatuor Koeckert ne tient pas compte des quelques remarques dynamique procurées par Bruckner, le Fine Arts Quartet les prend en compte, mais ignore la majorité de celles du Koeckert Quartett.
- Keller Quartett, LP: Da Camera magna SM 92707/8, 1962
- Quatuor Koeckert (en), enregistrement en studio de 1974 placé sur le CD de compilation Karna Musik Live KA-143M
- L'Archibudelli. Anton Bruckner: String Quintet. Intermezzo. Rondo. String Quartet. CD : Sony Classical Vivarte SK 66 251, 1995 - sur instruments d'époque
- Fine Arts Quartet. BRUCKNER: String Quintet in F Major / String Quartet in C Minor. CD : Naxos 8.570788, 2008
- Zehetmair Streichquartett. Beethoven, Bruckner, Hartmann, Holliger. CD : ECM 2195/96, 2010
- Quatuor Fitzwilliam. Anton Bruckner: String Quintet / String Quartet. CD : Linn LC 11615, 2011 - sur instruments d'époque
- Quatuor Diotima. Bruckner & Klose String Quartets, Pentatone LC 868, 2024 – avec un premier enregistrement du Thème et Variations pour quatuor à cordes, WAB 210

## Sources
- Anton Bruckner: Sämtliche Werke: Band XIII/1: Streichquartett c-Moll Musikwissenschaftlicher Verlag der Internationalen Bruckner-Gesellschaft, Leopold Nowak (éditeur), Vienne, 1955
- Uwe Harten, Anton Bruckner. Ein Handbuch, Residenz Verlag, Salzbourg, 1996,  (ISBN 3-7017-1030-9)
- Derek Watson, "Bruckner", Schirmer, New York, 1996
- Benjamin Korstvedt, "Aspects of Bruckner's approach to symphonic form", The Cambridge Companion to Bruckner édité par John Williamson, Cambridge University Press, Cambridge, 2004
- Cornelis van Zwol, Anton Bruckner – Leven en Werken, Thot, Bussum (Pays-Bas), 2012.  (ISBN 90-686-8590-2)
- William Carragan, Anton Bruckner - Eleven Symphonies, Bruckner Society of America, Windsor, 2020  (ISBN 978-1-938911-59-0)